# Đảng cầm quyền
Đảng nắm giữ chính quyền (chữ Anh : ruling party hoặc governing party, chữ Hán - Việt : chấp chính đảng), lại gọi tắt đảng cầm quyền hoặc đảng lãnh đạo, là chỉ chính đảng thông qua bầu cử mang tính chế độ hoặc cách mạng bạo lực mà nắm giữ và quản lí chính quyền của một nước, nó có thể là một chính đảng, cũng có thể là liên minh của nhiều chính đảng. Đảng nắm giữ chính quyền ở quốc gia dân chủ chế độ đa đảng lại gọi là đảng đương quyền, thông thường chỉ chính đảng mà phụ trách tổ chức chính phủ (nội các), nắm giữ và khống chế quyền lực thi hành chính trị quốc gia. Ở mỗi quốc gia chính thể không giống nhau, phương thức mà đảng nắm giữ chính quyền thật hiện cũng không giống nhau, ở quốc gia dân chủ thật hiện chế độ nội các nghị viện, đảng nắm giữ chính quyền là chỉ chính đảng giành được đa số chỗ ngồi nghị viên ; ở quốc gia dân chủ thật hiện chế độ tổng thống, đảng nắm giữ chính quyền là chỉ chính đảng lấy được chức vị tổng thống ở trong cuộc tranh cử tổng thống ; ở quốc gia dân chủ thực hiện 1 chế độ đa đảng,nội các nếu như mà do mấy chính đảng liên hợp tổ thành thì mấy chính đảng này đều là đảng nắm giữ chính quyền ; ở quốc gia một đảng nắm giữ chính quyền, chính đảng mà chỉ có một loại duy nhất là đảng nắm giữ cả bộ máy nhà nước và chính quyền.

## Quốc gia xã hội chủ nghĩa
Quốc gia xã hội chủ nghĩa là quốc gia mà nhà nước cộng sản một mình nắm giữ chính quyền, sự lãnh đạo về chính quyền nhà nước của người cộng sản là thông qua đội tiên phong của chính mình tức là đảng cộng sản lấy chủ nghĩa Marx làm chỉ đạo để mà thực hiện. Do đó, đảng nắm giữ chính quyền của quốc gia xã hội chủ nghĩa chỉ có thể là chính đảng của nhà nước cộng sản. Đây là do tính chất của chính đảng chế độ cộng sản và tính chất của quốc gia xã hội chủ nghĩa quyết định nên, cũng là kết quả tất nhiên của sự phát triển lịch sử quốc gia xã hội chủ nghĩa. Đảng nắm giữ chính quyền của quốc gia xã hội chủ nghĩa là trung tâm lãnh đạo của sự nghiệp chủ nghĩa xã hội, nó thực hiện lãnh đạo toàn diện về các lĩnh vực của xã hội.

## Chú ý
1. ↑  Cách mạng bạo lực chuyên chỉ sự dùng vũ lực để lật đổ một chính quyền, tổ chức hoặc trật tự cũ.